# Nicole Beck
Pour les articles homonymes, voir Beck.
Nicole Beck est une joueuse australienne de rugby à sept née le 28 mai 1988 à Bulli. Elle a remporté avec l'équipe d'Australie le tournoi féminin des Jeux olympiques d'été de 2016 à Rio de Janeiro.